# Portugiesische Badmintonmeisterschaft 2004
Die Portugiesische Badmintonmeisterschaft 2004 fand vom 15. bis zum 16. Mai 2004 in Óbidos statt. Es war die 47. Austragung der nationalen Titelkämpfe in Portugal.

## Finalergebnisse
| Disziplin    | Sieger                           | Finalist                       | Ergebnis          |
| ------------ | -------------------------------- | ------------------------------ | ----------------- |
| Herreneinzel | Marco Vasconcelos                | Ricardo Fernandes              | 15-6, 15-16       |
| Dameneinzel  | Filipa Lamy                      | Ana Moura                      | 11-2, 11-4        |
| Herrendoppel | Hugo Rodrigues Marco Vasconcelos | Alexandre Paixão Gil Martins   | 15-11, 15-7       |
| Damendoppel  | Telma Santos Vânia Leça          | Ana Moura Filipa Lamy          | 11-15, 15-9, 15-3 |
| Mixed        | Alexandre Paixão Filipa Lamy     | Hugo Rodrigues Helena Berimbau | 15-9, 15-11       |